# Joshua Robinson
Joshua Robinson (* 4. Oktober 1985) ist ein australischer Speerwerfer.
Bei den Leichtathletik-Weltmeisterschaften 2007 in Osaka schied er in der Qualifikation aus.
2014 wurde er Vierter bei den Commonwealth Games in Glasgow und Sechster beim Leichtathletik-Continental-Cup in Marrakesch.
2012 und 2014 wurde er Australischer Meister. Seine persönliche Bestleistung von 82,48 m stellte er am 6. April 2014 in Melbourne auf.